# Uwe Rösler
Uwe Rösler (Altenburg, 15 november 1968) is een Duits voormalig betaald voetballer en huidig voetbalcoach. Rösler speelde als aanvaller. Op 29 januari 2020 werd Rösler aangesteld als coach van Bundesliga-club Fortuna Düsseldorf.

## Clubcarrière
Rösler speelde gedurende zijn carrière als aanvaller voor achtereenvolgens 1. FC Lokomotive Leipzig (waar hij werd opgeleid van 1981 tot 1987), BSG Chemie Leipzig, 1. FC Magdeburg, Dynamo Dresden en 1. FC Nürnberg alvorens in 1994 naar de Engelse Premier League te verhuizen.
Rösler werd als het ware een cultfiguur bij Manchester City ten tijde van de eerste periode van de club in de Premier League. Echter in 1996 degradeerde Rösler met Manchester City naar de Football League First Division. De aanvaller scoorde vijftig competitiedoelpunten uit 152 optredens voor The Citizens tussen 1994 en 1998.
Rösler keerde in 1998 terug naar de Bundesliga. De in de opgeheven DDR geboren Rösler tekende een contract bij 1. FC Kaiserslautern. In een seizoen bij Die roten Teufel schreef Rösler acht doelpunten bij op zijn conto. In het seizoen 1999/00 speelde Rösler voor Tennis Borussia Berlin en tekende voor zes treffers.
In 2000 besloot Rösler zich nog eens te wagen aan een avontuur in de Premier League, met name bij Southampton aan de zuidkust. Rösler geraakte echter niet verder dan 24 optredens en scoorde niet. Hij speelde daarna nog een half jaar voor SpVgg Unterhaching in eigen land, waarna de spits in de Noorse Tippeligaen actief werd. Rösler sloot zijn professionele carrière op spectaculaire wijze af in de loondienst van Lillestrøm SK (2002–2003), met tien doelpunten uit elf competitiewedstrijden.

## Trainerscarrière
Na zijn afscheid als speler ging Rösler verder als trainer van Lillestrøm SK voor de periode van twee jaar. Op 13 november 2006 werd Rösler namelijk ontslagen en opgevolgd door de Noor Gunnar Halle. Rösler bleef evenwel in Noorwegen en was er nog actief als coach van Viking FK (2006–2009) en Molde FK (2010). Bij die laatste club werd Rösler opgevolgd door de Noor Ole Gunnar Solskjær. Van 2011 tot 2013 was Rösler de coach van Football League One-club Brentford. Hij werd de laan uitgestuurd op 7 december 2013. Zijn opvolger Mark Warburton leidde Brentford dat seizoen naar de Football League Championship.
Rösler bleef niet lang zonder job want Championship-club Wigan Athletic stelde hem op 7 december 2013 aan als hoofdcoach. Rösler was de opvolger van de ontslagen Owen Coyle. Gedenkwaardig was de FA Cup-campagne van Wigan in het seizoen 2013/14 onder de leiding van Rösler. Wigan schakelde Manchester City uit, de latere landskampioen, en bekerde verder totdat de halve finale (strafschoppen) tegen het Arsenal van Arsène Wenger een horde te veel bleek. Op 19 november 2014 nam Malky Mackay Röslers positie in nadat Wigan was gedegradeerd. Op 20 mei 2015 ging Rösler aan de slag bij Championship-club Leeds United.
Rösler was na een paar maanden alweer weg bij Leeds United en tekende op 30 juli 2016 een vierjarig contract bij League One-club Fleetwood Town. De Duitser deed zijn contract niet uit aangezien hij op 17 februari 2018 werd ontslagen wegens tegenvallende resultaten.
Van 2018 tot 2020 was hij de coach van de Zweedse eersteklasser Malmö FF.
Op 29 januari 2020 werd Rösler aangesteld als coach van Bundesliga-club Fortuna Düsseldorf.